# برانزویک (مین)
برانزویک(به انگلیسی: Brunswick) شهری در ایالت مین کشور ایالات متحده آمریکا است که جمعیت آن در سرشماری سال ۲۰۱۰ میلادی، ۱۵٬۱۷۵ نفر بوده‌است.